# Sphegigaster glabrata
Sphegigaster glabrata är en stekelart som beskrevs av Graham 1969. Sphegigaster glabrata ingår i släktet Sphegigaster och familjen puppglanssteklar.
Artens utbredningsområde är Sverige. Arten är reproducerande i Sverige. Inga underarter finns listade i Catalogue of Life.